# Bouligneux
Bouligneux est une commune française, située dans le département de l'Ain, plus précisément dans la Dombes en région Auvergne-Rhône-Alpes.
Ses habitants s'appellent les Boulignois et les Boulignoises.

## Géographie
Bouligneux fait partie de la Dombes.

### Climat
Pour des articles plus généraux, voir Climat d'Auvergne-Rhône-Alpes et Climat de l'Ain.
En 2010, le climat de la commune est de type climat océanique dégradé des plaines du Centre et du Nord, selon une étude du CNRS s'appuyant sur une série de données couvrant la période 1971-2000. En 2020, Météo-France publie une typologie des climats de la France métropolitaine dans laquelle la commune est dans une zone de transition entre le climat semi-continental et le climat de montagne et est dans la région climatique Bourgogne, vallée de la Saône, caractérisée par un bon ensoleillement (1 900 h/an), un été chaud (18,5 °C), un air sec au printemps et en été et des vents faibles.
Pour la période 1971-2000, la température annuelle moyenne est de 11,5 °C, avec une amplitude thermique annuelle de 18 °C. Le cumul annuel moyen de précipitations est de 885 mm, avec 10,2 jours de précipitations en janvier et 7,8 jours en juillet. Pour la période 1991-2020, la température moyenne annuelle observée sur la station météorologique de Météo-France la plus proche, sur la commune de Marlieux à 8 km à vol d'oiseau, est de 12,2 °C et le cumul annuel moyen de précipitations est de 909,1 mm,. Pour l'avenir, les paramètres climatiques de la commune estimés pour 2050 selon différents scénarios d'émission de gaz à effet de serre sont consultables sur un site dédié publié par Météo-France en novembre 2022.

## Urbanisme

### Typologie
Au 1er janvier 2024, Bouligneux est catégorisée commune rurale à habitat très dispersé, selon la nouvelle grille communale de densité à 7 niveaux définie par l'Insee en 2022.
Elle est située hors unité urbaine. Par ailleurs la commune fait partie de l'aire d'attraction de Lyon, dont elle est une commune de la couronne,. Cette aire, qui regroupe 397 communes, est catégorisée dans les aires de 700 000 habitants ou plus (hors Paris),.

### Occupation des sols
L'occupation des sols de la commune, telle qu'elle ressort de la base de données européenne d’occupation biophysique des sols Corine Land Cover (CLC), est marquée par l'importance des territoires agricoles (64,8 % en 2018), en diminution par rapport à 1990 (65,8 %). La répartition détaillée en 2018 est la suivante : terres arables (40,6 %), eaux continentales (29,7 %), prairies (18,4 %), zones agricoles hétérogènes (5,8 %), forêts (5,1 %), zones urbanisées (0,4 %).
L'évolution de l’occupation des sols de la commune et de ses infrastructures peut être observée sur les différentes représentations cartographiques du territoire : la carte de Cassini (XVIIIe siècle), la carte d'état-major (1820-1866) et les cartes ou photos aériennes de l'IGN pour la période actuelle (1950 à aujourd'hui).

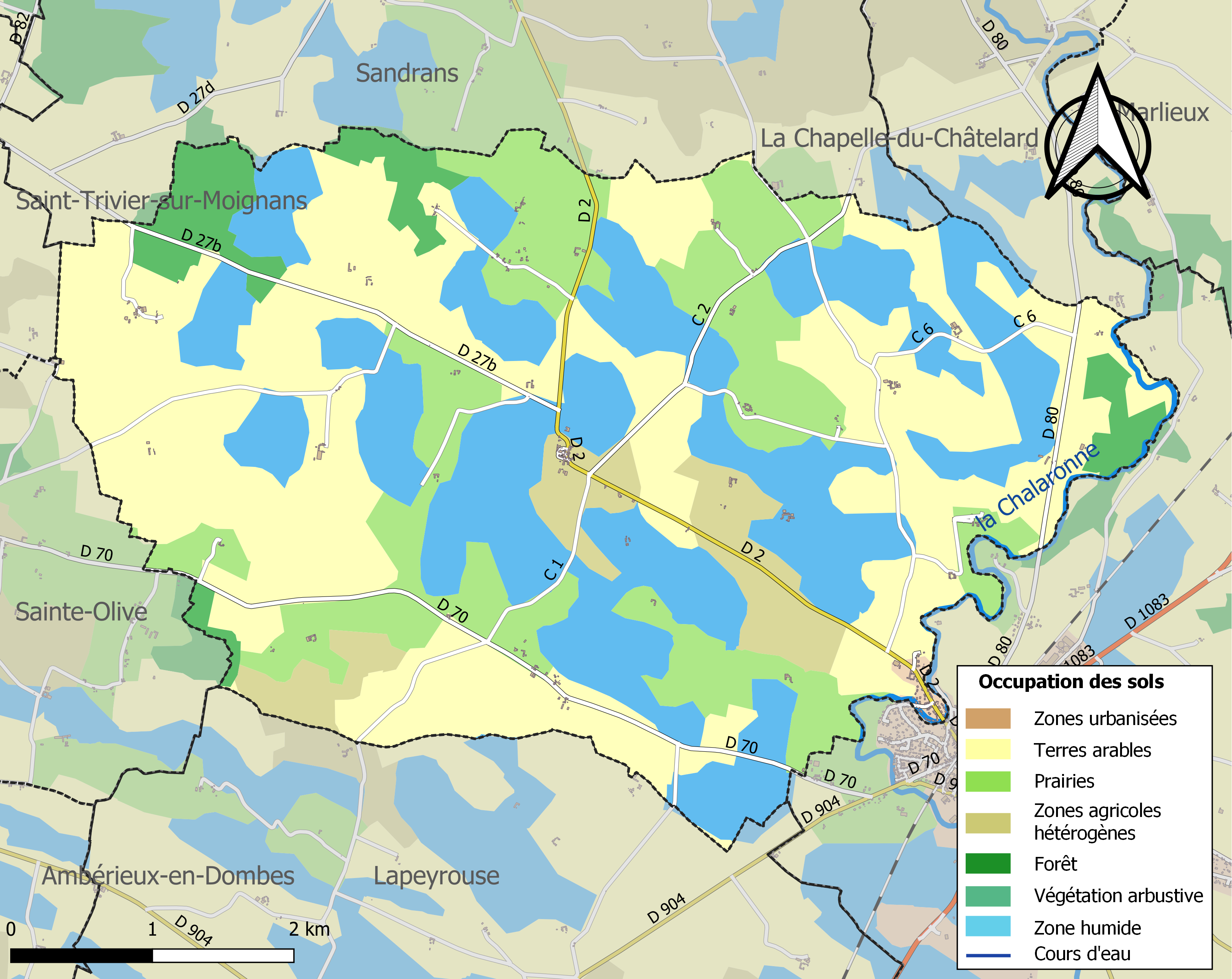
Carte des infrastructures et de l'occupation des sols de la commune en 2018 (CLC).

## Toponymie
Le nom de la localité est attesté sous les formes In pago lugdunensi, vicumque Ambariacum atque Belliniacum dès 885 (à lire *Bulliniacum), Boliniacum en 943, Boliniaco en 998 et en 1250, Buligneu vers 1250(avec ou sans Z).
Ce toponyme dérive d'un anthroponyme romain : Bullenius ou Bullius + suffixe -acum.

## Histoire
Paroisse (Boloniacum, Boliniacum, in Buliniaco, de Buluniaco, Boligniacum, Bolugniacum, de Bulligniaco, Bulineu, Buligneu, Bouligneu) sous le vocable de saint Marcel. Le chapitre métropolitain de Lyon nommait à la cure, dont le revenu consistait en seize neuvaines de seigle, deux de froment, le produit des petites dîmes et celui d'un étang, d'un verger et d'un jardin.
Bouligneux apparaît au Xe siècle. En 939, il est cédé à l’abbaye de Cluny, sous certaines conditions, par un gentilhomme du nom de Bermond, et par son fils Hugues. Le 28 mars 944, Hugues, fils de Bermund, seigneur de Bouligneux et de Gisèle, signe l'acte de renonciation d'Adémar, vicomte de Lyon à ses prétentions sur Thoissey. La même année, Gisèle cède à l'abbaye de Cluny l'église de Saint-Martin-de-Montagneux près de Saint-Trivier-sur-Moignans.
Les rois Conrad III dit le Pacifique, le 23 avril 943, et Rodolphe III de Bourgogne, en 998, ainsi que plusieurs papes, confirmèrent cette cession. On ne sait comment les droits sur la paroisse passèrent à l'église métropolitaine de Lyon.
Au XIIe siècle, Pierre de Bronna lui donna le cimetière et la sixième partie des dîmes. En 1246, Pierre de Biziat reconnut tenir de son fief des cens et des rentes qu'il y possédait.
La seigneurie de Bouligneux appartenait, en 1280, à Vaucher de Commarin, chevalier, qui la vendit, en 1290, à Henri Ier de Villars, seigneur de Trévoux, chanoine, puis archevêques de Lyon, lequel la laissa, en 1301, à Humbert de Thoire-Villars, son neveu. Ce dernier l'inféoda, vers 1306, à Girard de la Palud, chevalier, seigneur de Varambon, dans la famille duquel elle resta jusqu'à la fin du XVIIe siècle, c'est-à-dire jusqu'au décès de Jacques-Claude de la Palud, chevalier, comte de Bouligneux. Sa veuve, Marie-Henriette de Fay de la Trousse, retint le comté de Bouligneux pour ses reprises dotales et légua ses droits à Paul-François Le Hardi, son neveu, qui transigea avec les héritiers de Jacques-Claude de la Palud, en 1721, et vendit la terre de Bouligneux, le 22 novembre suivant, au prix de 150 000 livres, à Agésilas-Gaston de Grossole, marquis de Flamarens, dont la famille en jouissait encore en 1789.
La terre et le château de Bouligneux furent la possession de M. le comte de Rességuier, député à l'Assemblée nationale.
Avesnières (les)
Étang créé, par autorisation du 12 mai 1455, par Antoine de les Bonnes et Guillaume de les Bonnes, frères.

## Politique et administration

### Découpage territorial
La commune de Bouligneux est membre de la communauté de communes de la Dombes, un établissement public de coopération intercommunale (EPCI) à fiscalité propre créé le 1er janvier 2017 dont le siège est à Châtillon-sur-Chalaronne. Ce dernier est par ailleurs membre d'autres groupements intercommunaux.
Sur le plan administratif, elle est rattachée à l'arrondissement de Bourg-en-Bresse, au département de l'Ain et à la région Auvergne-Rhône-Alpes. Sur le plan électoral, elle dépend du canton de Villars-les-Dombes pour l'élection des conseillers départementaux, depuis le redécoupage cantonal de 2014 entré en vigueur en 2015, et de la quatrième circonscription de l'Ain pour les élections législatives, depuis le dernier découpage électoral de 2010.

### Administration municipale
| Période | Période  | Identité        | Étiquette | Qualité    |
| ------- | -------- | --------------- | --------- | ---------- |
| 2001    | 2008     | Elie Comtet     |           |            |
| 2008    | 2014     | Sylviane Dalard |           |            |
| 2014    | En cours | Laurent Comtet  | SE        | Professeur |

## Démographie
L'évolution du nombre d'habitants est connue à travers les recensements de la population effectués dans la commune depuis 1793. Pour les communes de moins de 10 000 habitants, une enquête de recensement portant sur toute la population est réalisée tous les cinq ans, les populations de référence des années intermédiaires étant quant à elles estimées par interpolation ou extrapolation. Pour la commune, le premier recensement exhaustif entrant dans le cadre du nouveau dispositif a été réalisé en 2007.
En 2022, la commune comptait 323 habitants, en évolution de +1,25 % par rapport à 2016 (Ain : +5,15 %, France hors Mayotte : +2,11 %).
| 1793 | 1800 | 1806 | 1821 | 1831 | 1836 | 1841 | 1846 | 1851 |
| ---- | ---- | ---- | ---- | ---- | ---- | ---- | ---- | ---- |
| 408  | 412  | 409  | 422  | 394  | 448  | 456  | 471  | 474  |

| 1856 | 1861 | 1866 | 1872 | 1876 | 1881 | 1886 | 1891 | 1896 |
| ---- | ---- | ---- | ---- | ---- | ---- | ---- | ---- | ---- |
| 475  | 503  | 495  | 501  | 473  | 463  | 510  | 500  | 494  |

| 1901 | 1906 | 1911 | 1921 | 1926 | 1931 | 1936 | 1946 | 1954 |
| ---- | ---- | ---- | ---- | ---- | ---- | ---- | ---- | ---- |
| 464  | 444  | 431  | 344  | 322  | 300  | 309  | 292  | 250  |

| 1962 | 1968 | 1975 | 1982 | 1990 | 1999 | 2006 | 2007 | 2012 |
| ---- | ---- | ---- | ---- | ---- | ---- | ---- | ---- | ---- |
| 240  | 208  | 172  | 247  | 274  | 290  | 302  | 304  | 310  |

| 2017 | 2022 | - | - | - | - | - | - | - |
| ---- | ---- | - | - | - | - | - | - | - |
| 328  | 323  | - | - | - | - | - | - | - |

## Culture et patrimoine
- Église Saint-Marcel de Bouligneux. L'édifice a été inscrit au titre des monuments historiques en 2008[25].

### Héraldique
| Blason de Bouligneux | Blason  | De gueules à la croix d'hermines. |
| Blason de Bouligneux | Détails | Il existe un autre blason proposé par H.Chaix dans son Armorial de l'Ain : « De gueules à la croix d'argent haussée de cinq mouchetures d'hermines placée sur une pointe entée, bandée d'or et de gueules de six pièces. La pointe rappelle les armes de la famille Thoire-Villars. » |

### Lieux et monuments
L'église Saint-Marcel de Bouligneux est inscrite au titre des monuments historiques depuis le 21 octobre 1926.
Le château de Bouligneux est une demeure féodale, probablement bâtie au XIVe siècle par un vassal des sires de Thoire-Villars et remaniée au début du XVIIe siècle. Elle constitue un exemple type de maison forte du XIVe siècle en Dombes et en Bugey avec ses puissantes tours aujourd'hui écimées. L'édifice est inscrit au titre des monuments historiques depuis le 15 novembre 1926.

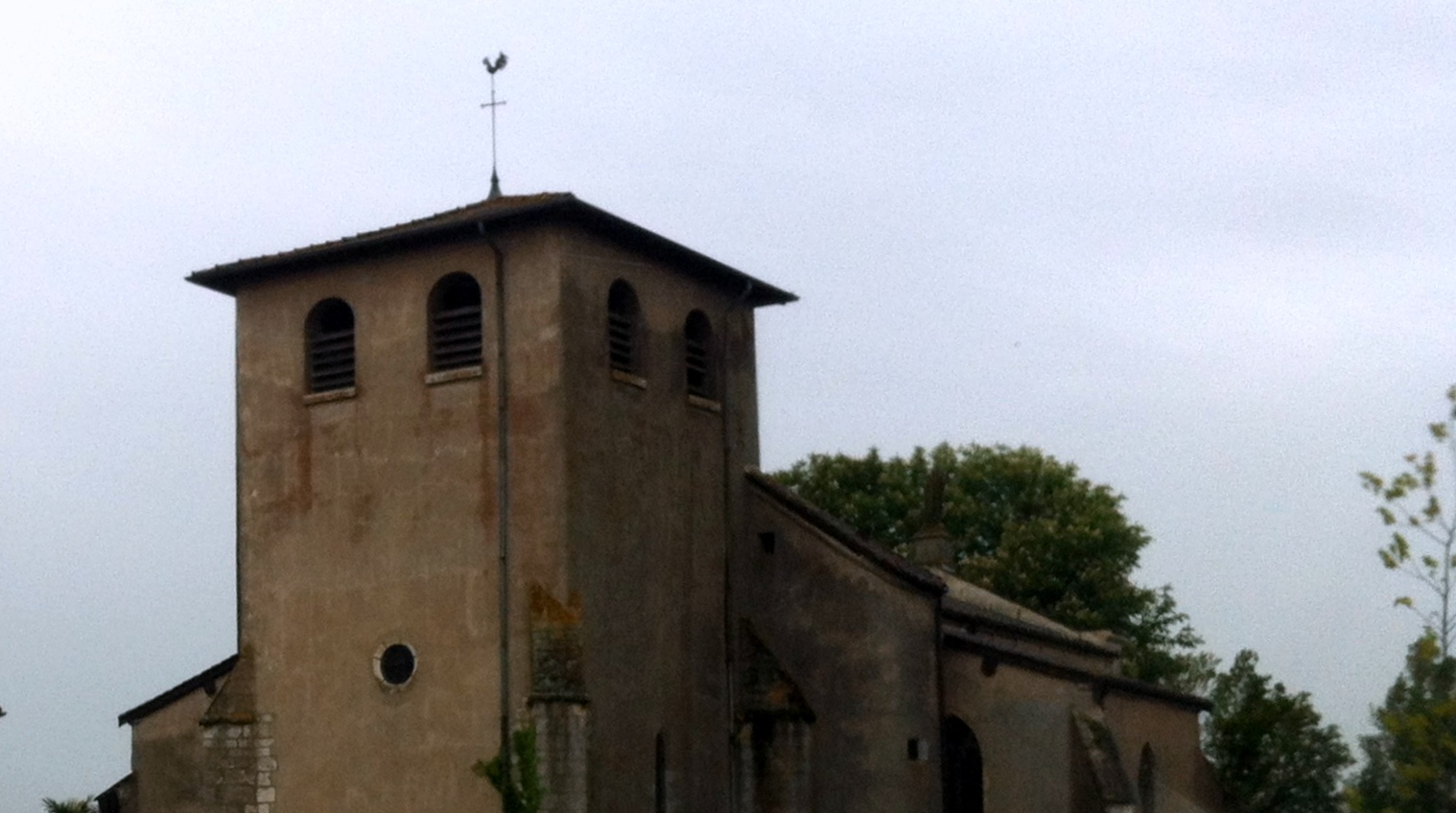
Église Saint-Marcel de Bouligneux.
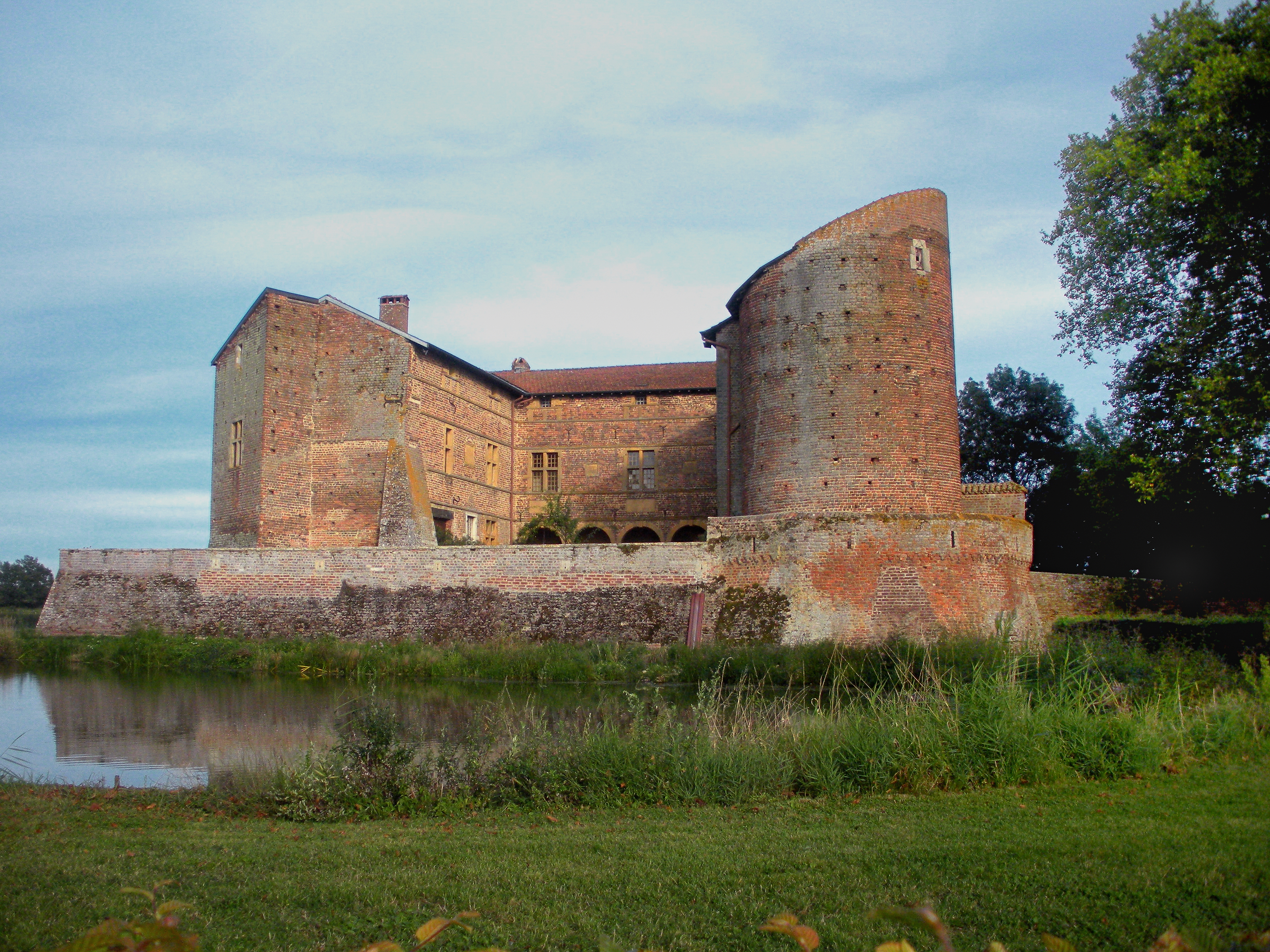
Le château.